# 中国国家大劇院

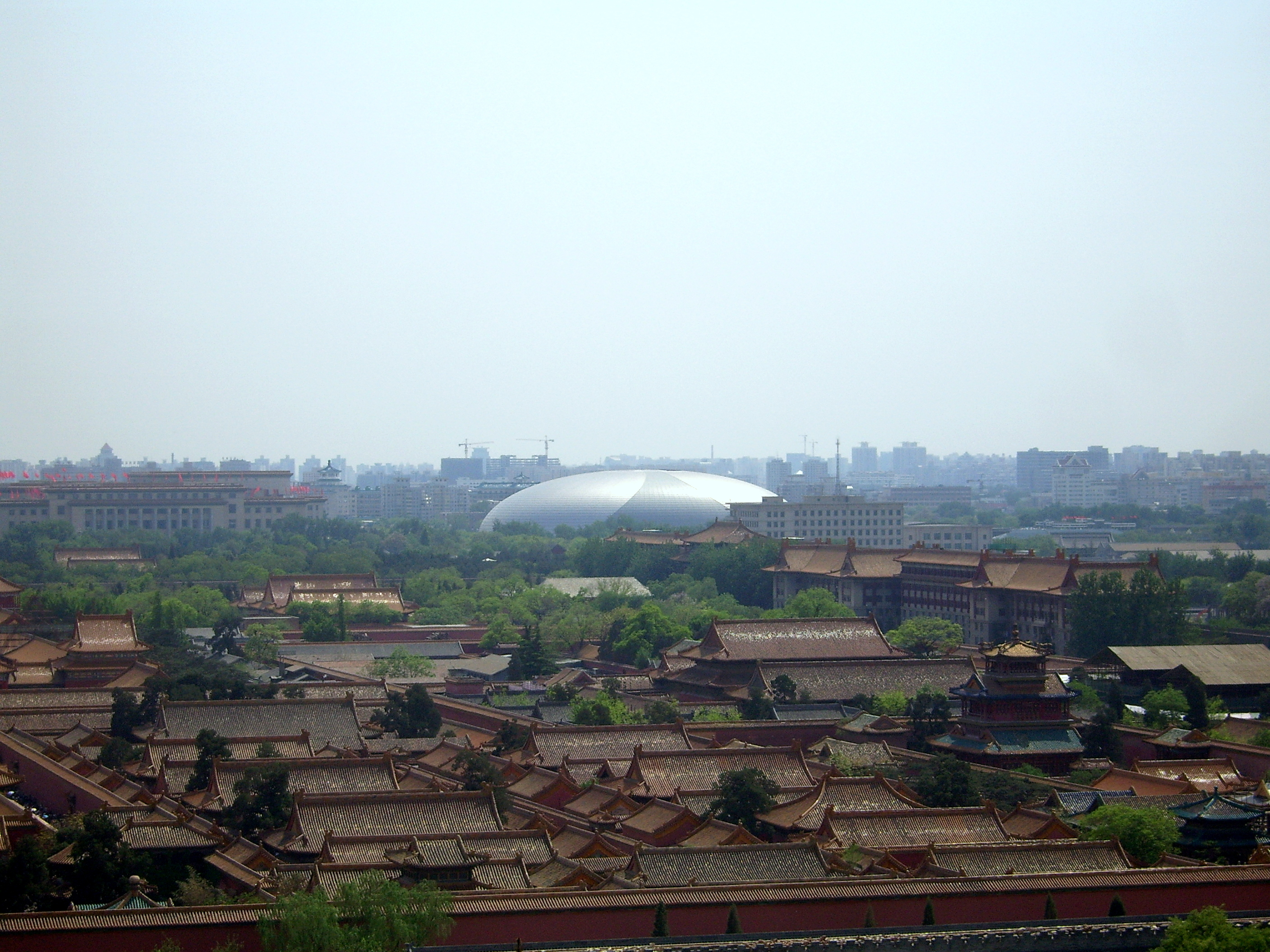
景山公園より

中国国家大劇院（ちゅうごくこっかだいげきいん）は2007年9月に完成した中国北京の中心部に位置する国立劇場である。天安門広場の西側にあり人民大会堂にも隣接する。

## 概要
2004年に着工。総工費は32億元。設計者はシャルル・ド・ゴール国際空港などを手がけたフランスの建築家ポール・アンドリュー。外観では卵の形にしたドーム型の施設で、2,416席のオペラ劇場2,017席収容の音楽ホール、1,040席収容のコンサートホール等がある。
特徴的な卵型の壁面には、三菱ケミカル製TCM(チタン複合板)が用いられており、その母材には新日鐵住金が供給したTranTixxiiチタンが使用されている。
元々は1998年に当時の江沢民党総書記・国家主席が、国家大劇院を建設すると発表したことに始まり、2007年12月に正式にこけら落とされた。
こけら落とし公演はガラコンサートで、開場記念事業にはマリインスキー・オペラや、小澤征爾指揮中国国家交響楽団のジルベスターコンサートなどが2008年4月まで続けられた。

## 施設
- 歌劇院 - 2,207席 主にオペラ、バレエ、ダンス、京劇の上演に利用
- 音楽庁 - 1,859席 主にクラシック音楽(オーケストラ等)、民族音楽の上演に利用、パイプオルガン設置。
- 戲劇場 - 1,036席 主に演劇、伝統音楽の上演に利用
- 小劇場 - 489席 (可動式座席)

## ギャラリー

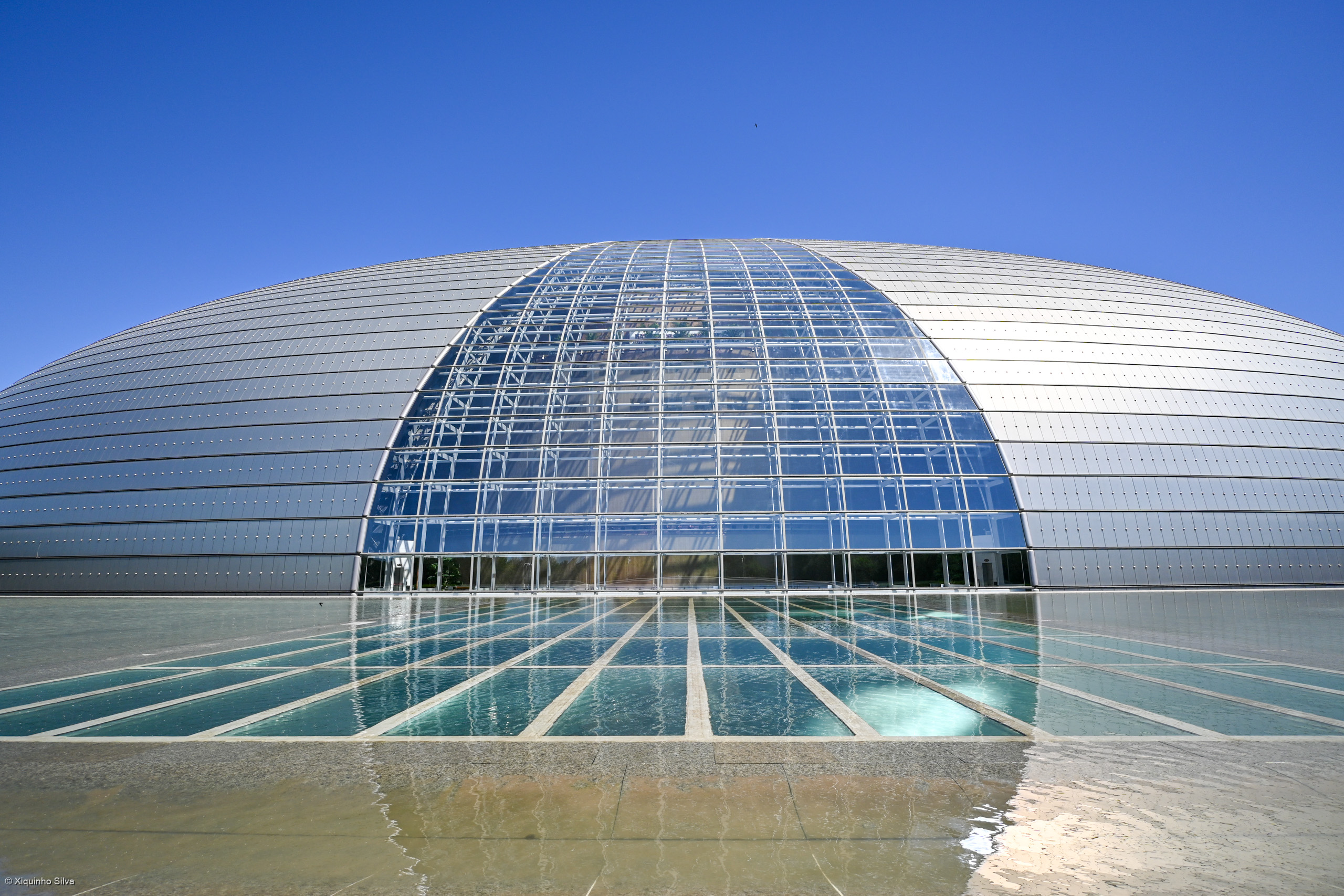
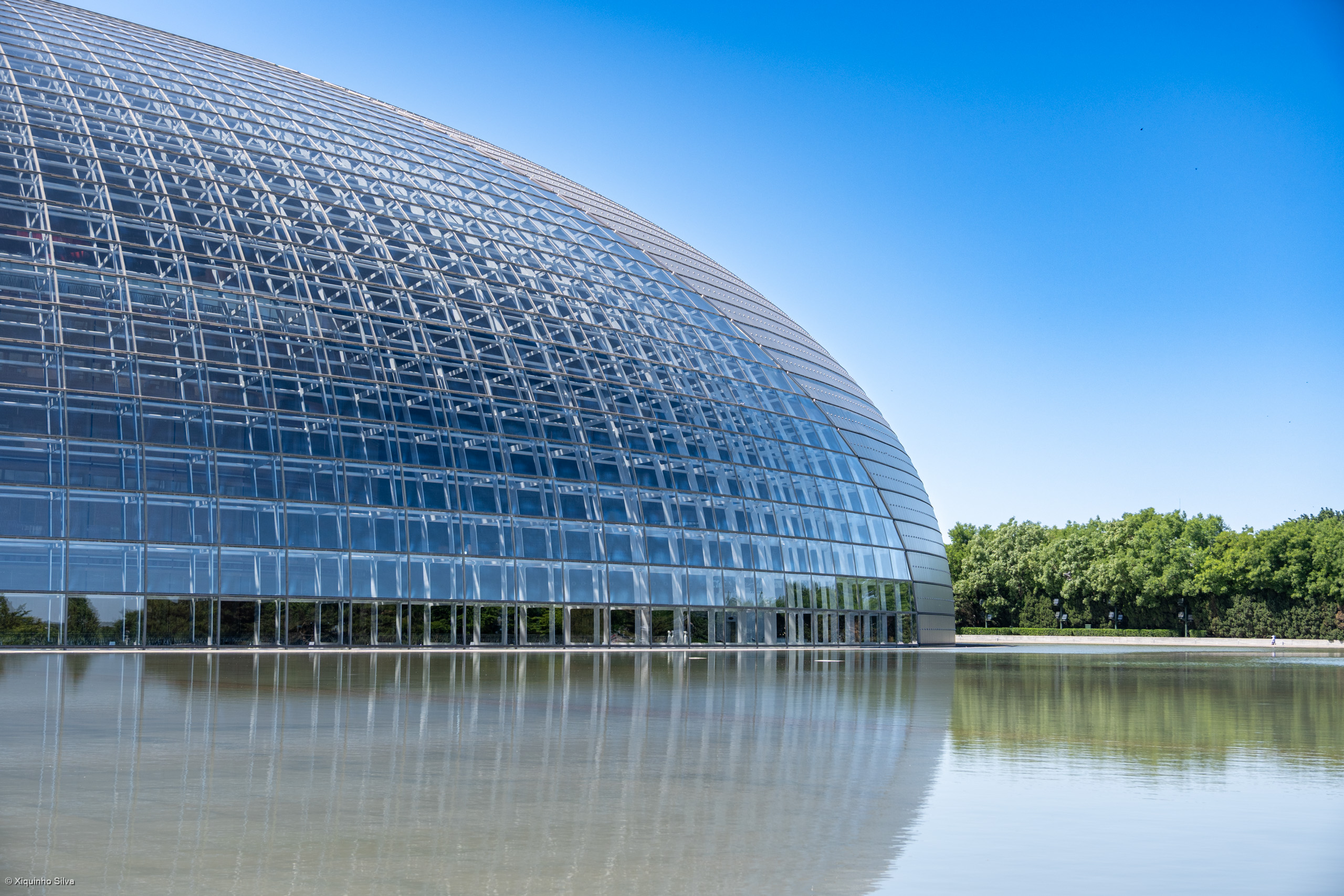
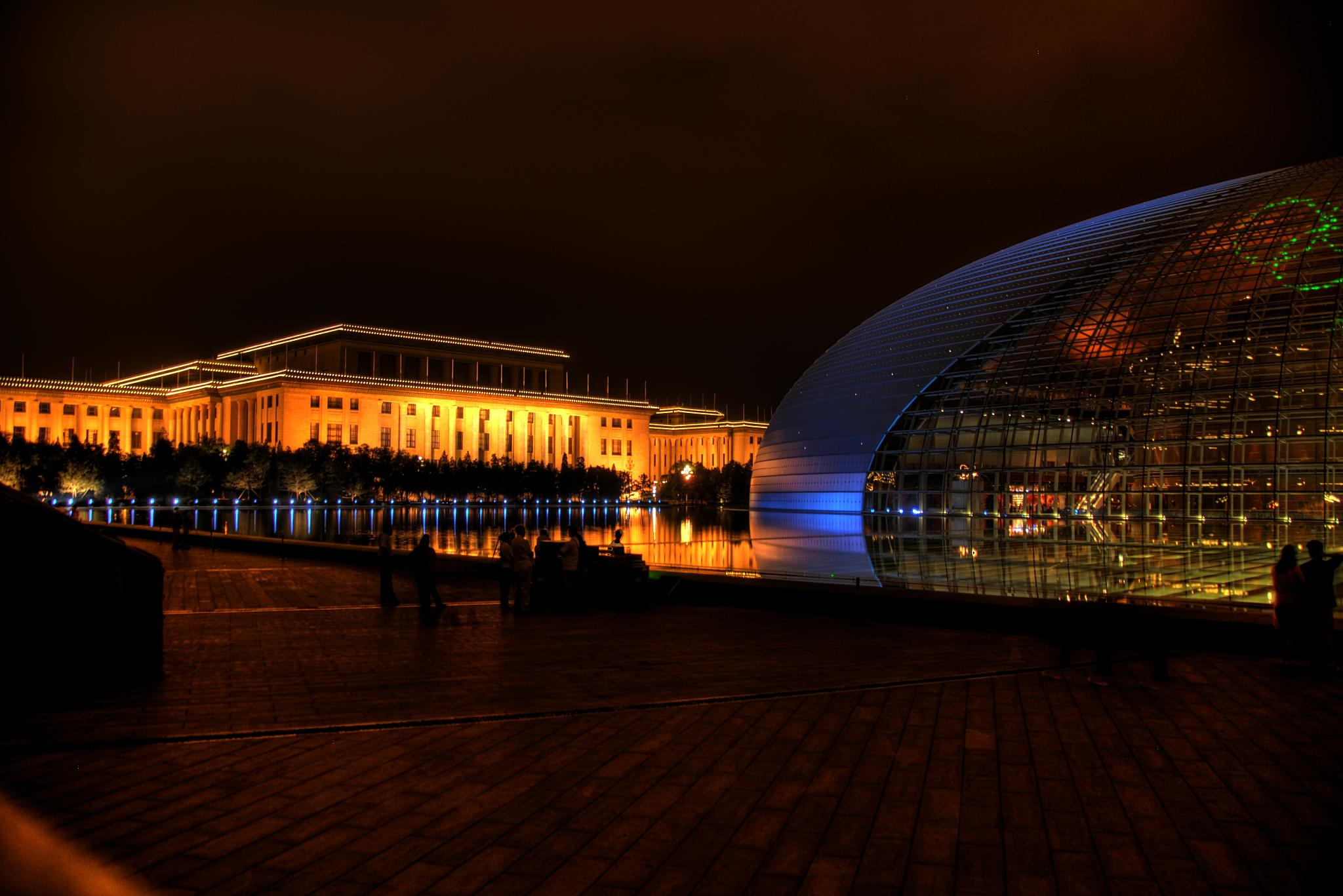
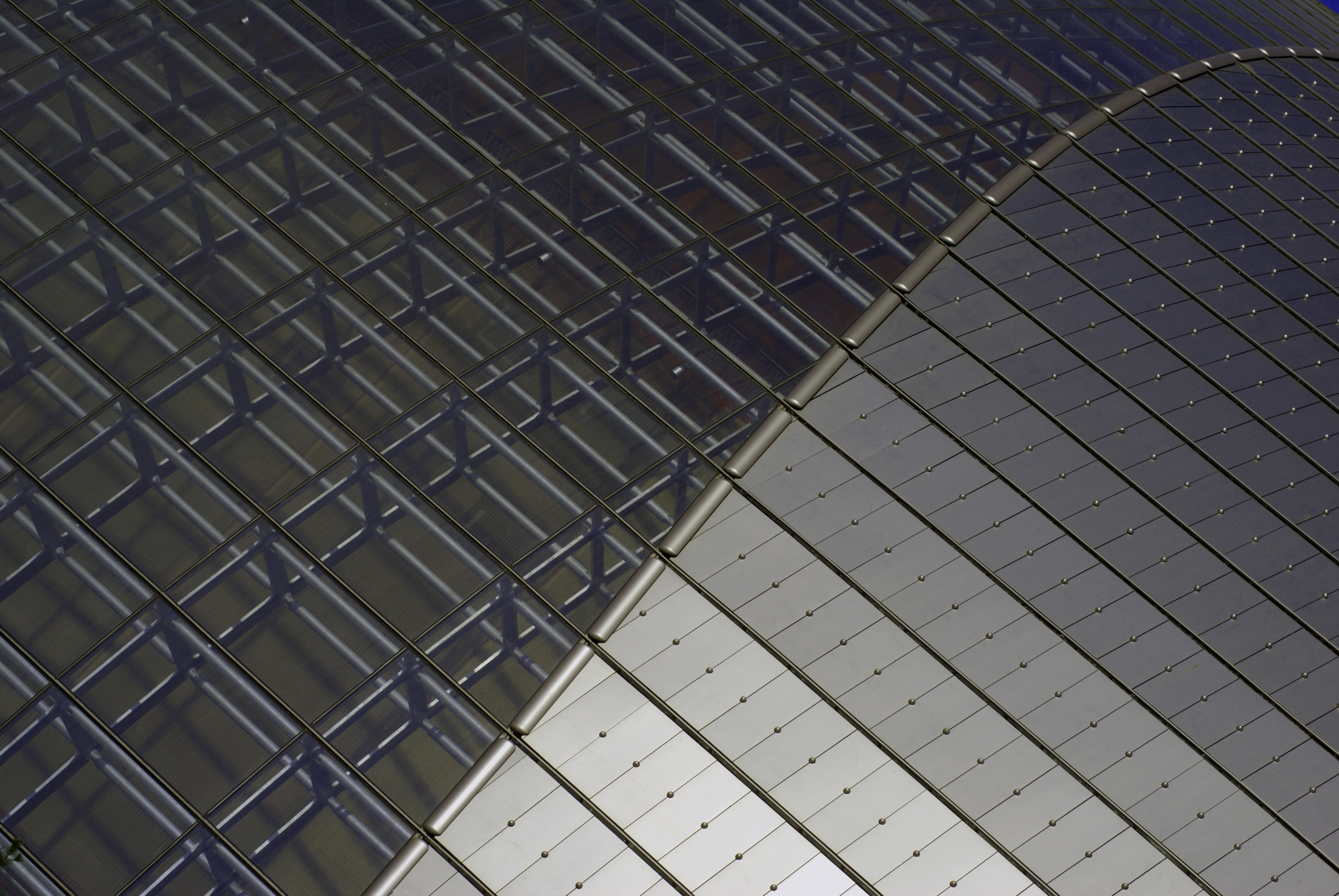
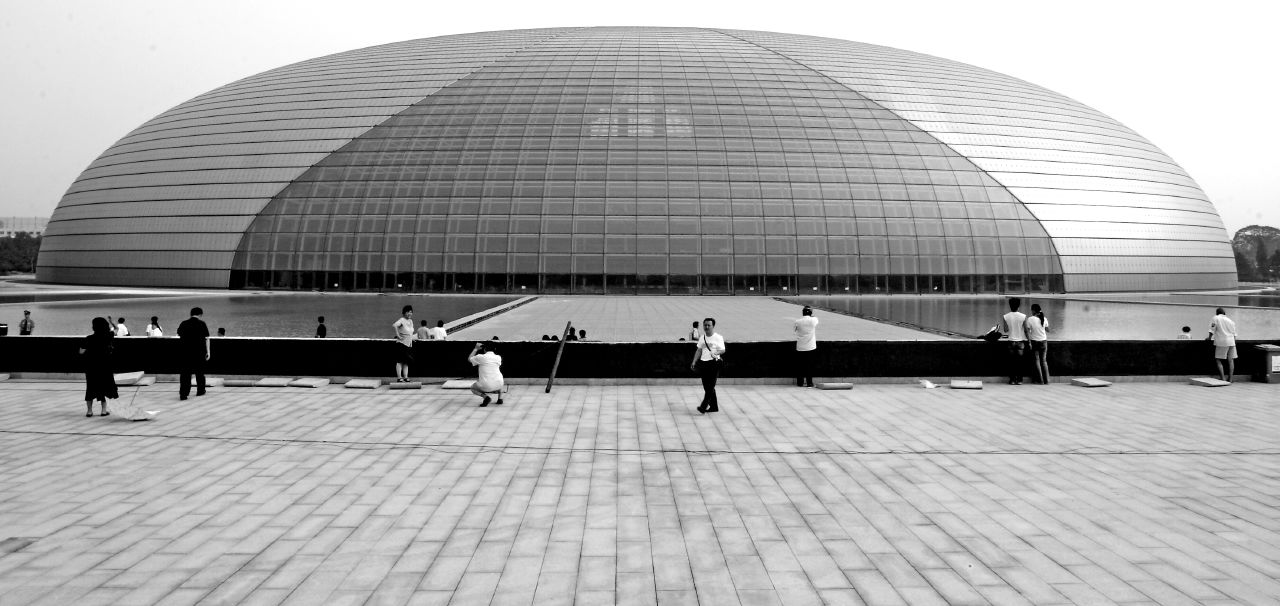
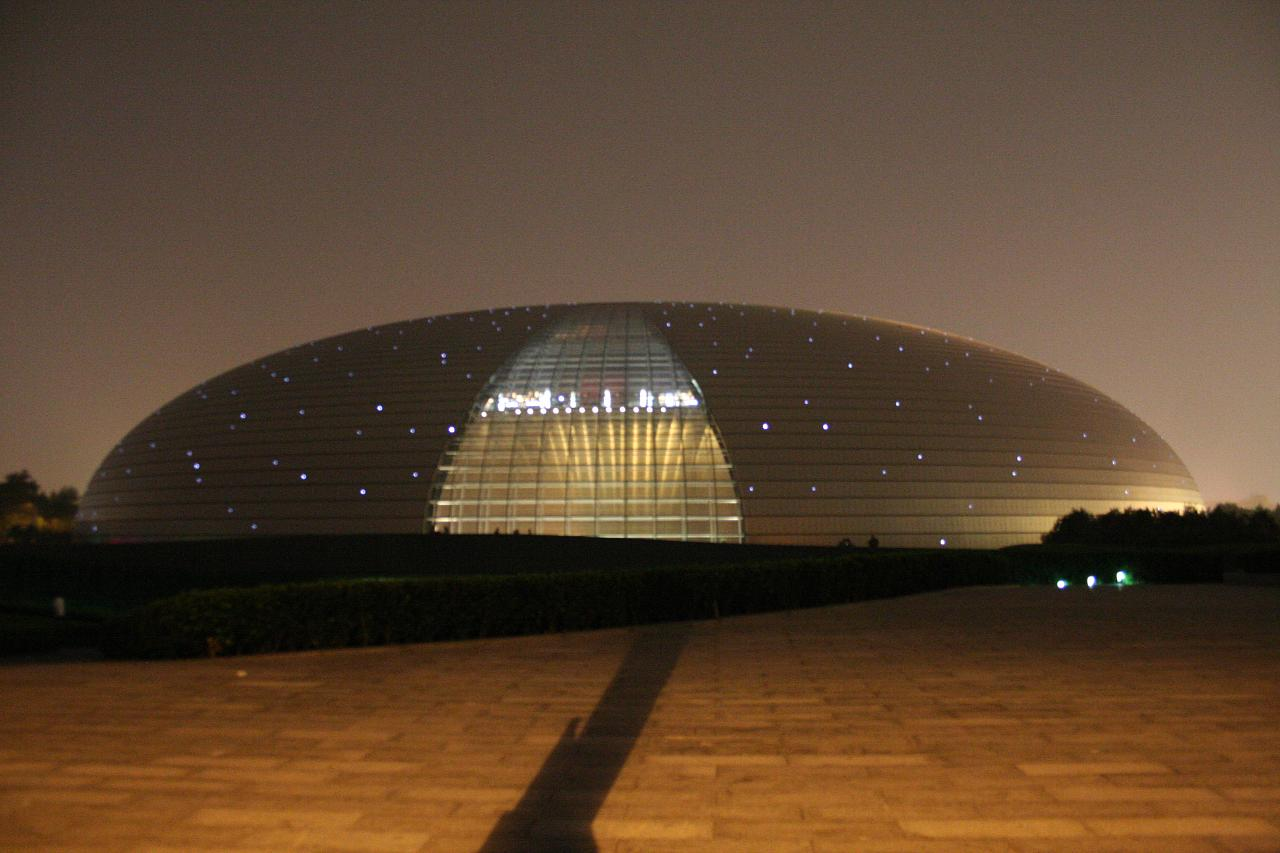
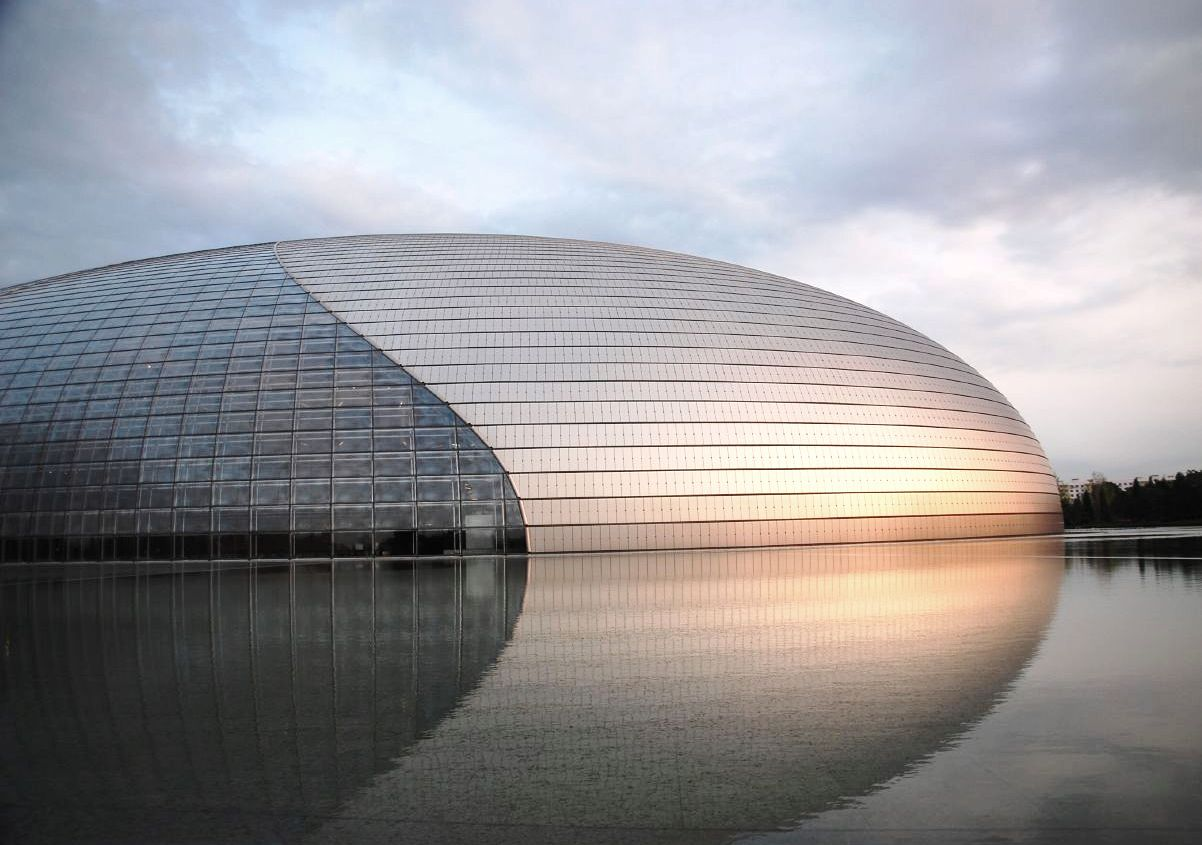
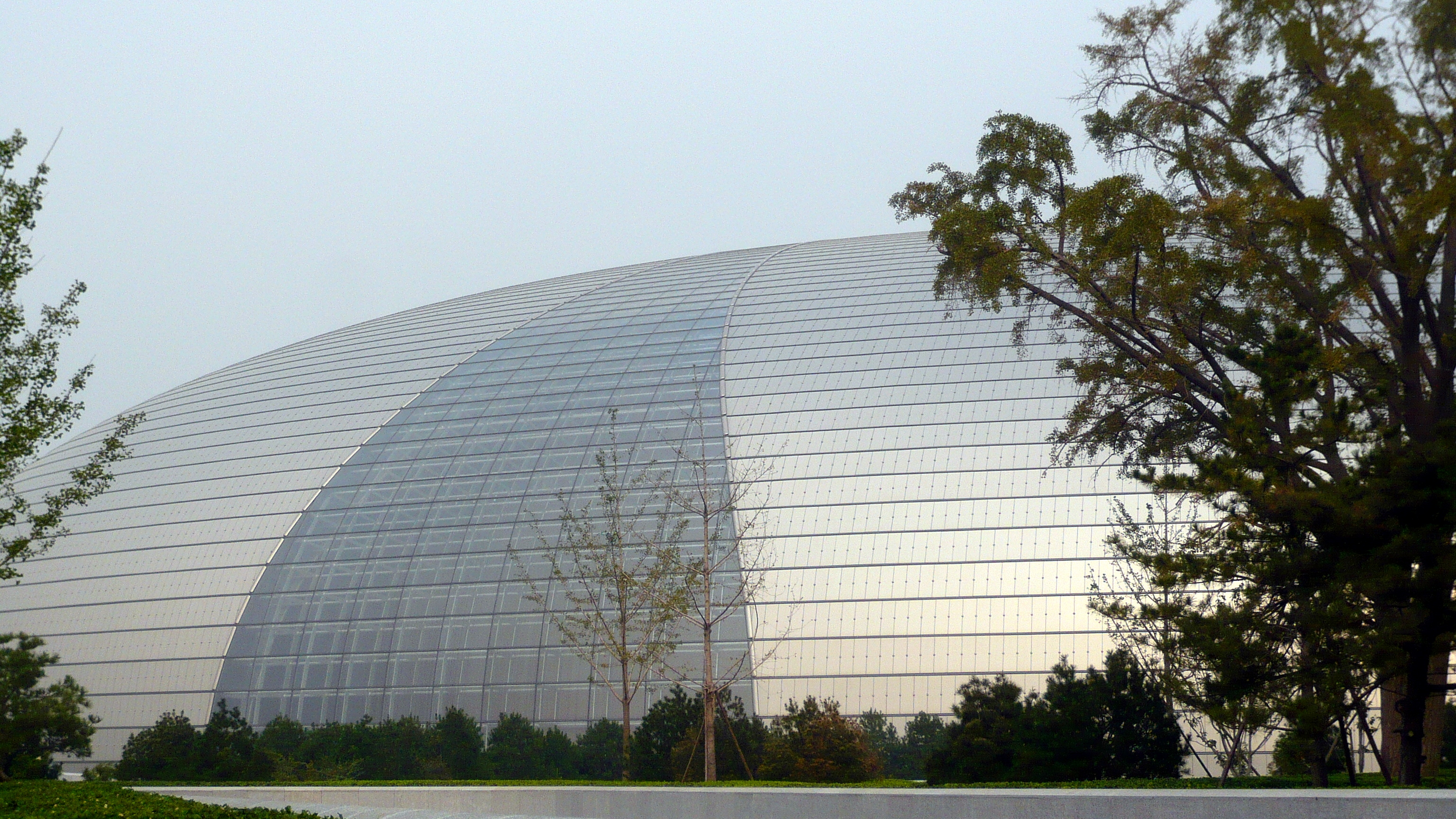
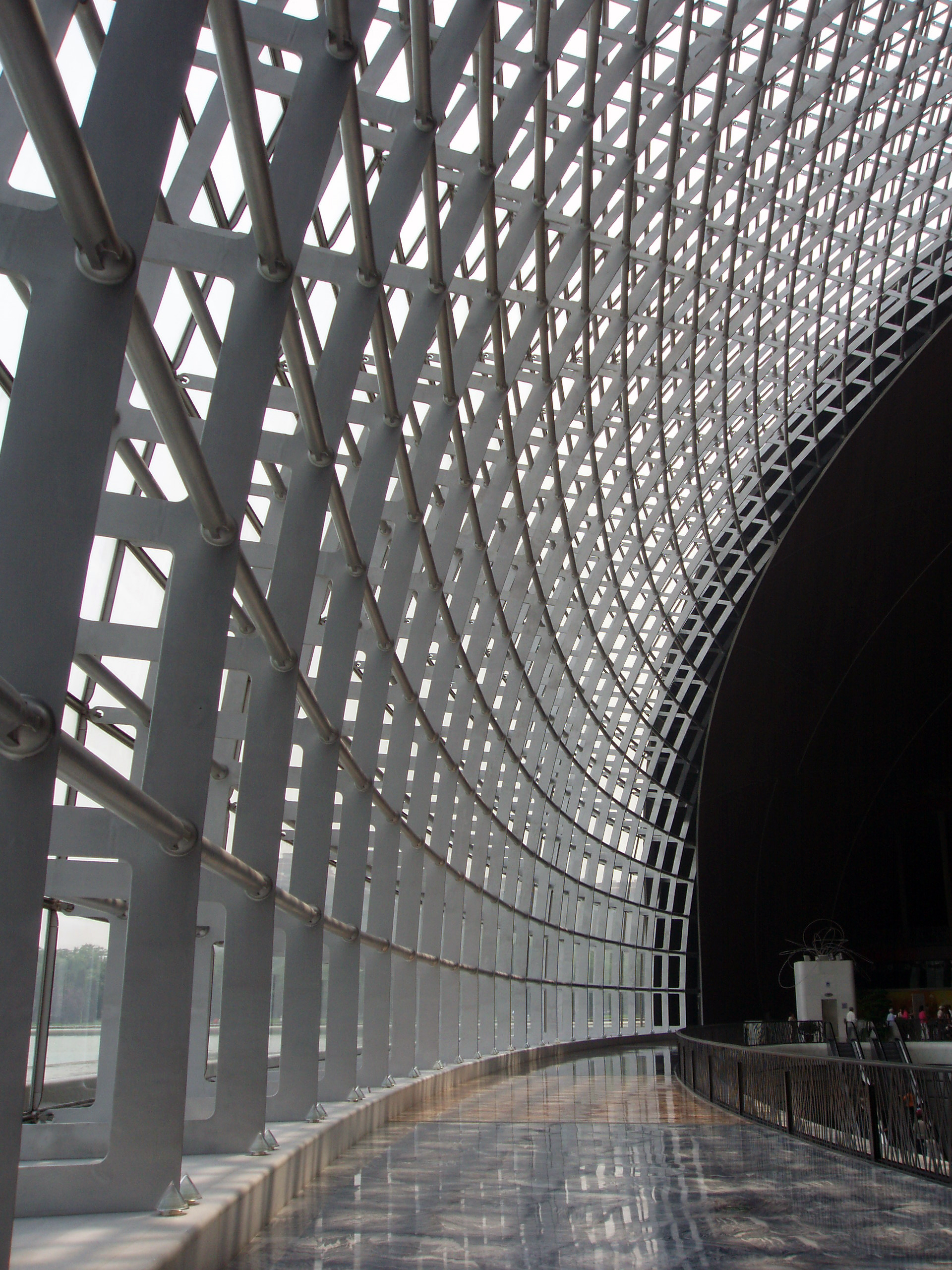

## 外部サイト
- 国家大剧院

座標: 北緯39度54分12秒 東経116度23分1秒 / 北緯39.90333度 東経116.38361度